# Hohenferchesar
Hohenferchesar [hoːn̩fɐˈçeːzaʁ] ist ein Ortsteil der Stadt Havelsee im Landkreis Potsdam-Mittelmark im Land Brandenburg und Teil des Amtes Beetzsee. 2002 schloss sich Hohenferchesar freiwillig mit der Stadt Pritzerbe und den Gemeinden Briest und Fohrde zur Stadt Havelsee zusammen, zu der 2008 noch das Dorf Marzahne wechselte. Hohenferchesar liegt am östlichen Ufer des Pritzerber Sees. Im Westen und Süden grenzt das Naturschutzgebiet Untere Havel Süd direkt an das Dorf.

## Geschichte
Bereits in vorgeschichtlicher Zeit war die Gegend von Menschen bewohnt. Anhand archäologischer Funde konnten Besiedlungen des Raums spätestens seit der mittleren Steinzeit nachgewiesen werden. So wurden im Gebiet des Pritzerber Sees zahlreiche Artefakte aus Knochen und Geweih ausgegraben, die in die jungpaläolithische beziehungsweise mesolithische Zeit datiert werden konnten. Man fand beispielsweise Spitzen, knöcherne Angelhaken und ein Schwirrgerät. Aus der jüngeren Steinzeit liegen aus der Pritzerber Gegend ebenfalls Einzelfunde vor. Weiterhin konnten bronzezeitliche Siedlungsreste bei Hohenferchesar dokumentiert werden. Eisenzeitliche Grabfelder wurden in der Umgebung des Pritzerber Sees gefunden. Am Gallberg zwischen Hohenferchesar und Fohrde wurden mehrere prähistorische Urnengräberfelder, die von der Bronze- bis in die Römische Kaiserzeit zu datieren sind, entdeckt. Ein großer Teil der prähistorischen Funde um Pritzerbe ist im Kreismuseum Jerichower Land in Genthin ausgestellt.
In seinem Werk Germania beschreibt Tacitus die Gegend östlich der Elbe bis an die Oder als Siedlungsgebiet des suebischen Stamms der Semnonen. Bis auf wenige Restgruppen verließen die Semnonen noch vor beziehungsweise spätestens während der Zeit der Völkerwanderung ab dem 3. beziehungsweise 4. Jahrhundert ihr altes Siedlungsgebiet an der Havel in Richtung des Rheins. Ab dem 6. Jahrhundert zogen slawische Stämme aus dem Osten kommend in den nach der Abwanderung der Germanen seit etwa einhundertfünfzig Jahren weitgehend siedlungsleeren Raum. Reste germanischer Bevölkerung gingen in der slawischen Mehrheitsbevölkerung auf.
Der Name Hohenferchesar leitet sich vom polabischen verch für oberen Teil und jezer für See ab. Der Name kann also mit „Ort auf einer Höhe am See gelegen“ übersetzt werden. 1186 wurde das Kirchdorf „Verchiezere“ erstmals urkundlich erwähnt. Der Bischof Brandenburgs bestätigte in der Urkunde dem Domkapitel umfangreichen Güterbesitz. Teile davon waren die zum Burgward Pritzerbe gehörende Kirche Hohenferchesars und die Kapelle Marzahnes. In einer weiteren Urkunde aus dem Jahr 1217 wurde Hohenferchesar als im Lande Pritzerbe („in territorio Pritzerwe“) beschrieben. Hohenferchesar lag bis zu dessen Auflösung im Hochstift Brandenburg, dem Fürstentum des Brandenburger Bischofs.
1220 übereignete Daniel von Mukede ein Lehen des Grafen Siegfried von Osterburg und Altenhausen in Hohenferchesar mit vier Hufen Land dem Hospital des Domstifts Brandenburg. Später ging das Dorf gänzlich in den Besitz des Bischofs von Brandenburg über, der es 1450 neben Fohrde einem Herrn Lantin zum Lehen gab. Bis zur Reformation im 16. Jahrhundert blieb Hohenferchesar im Besitz Brandenburger Bischöfe.
Mit der Reformation und der damit verbundenen Säkularisation ging das Dorf zunächst an das Domäneamt Ziesar und 1816 an das Domäneamt Lehnin. Lehnsnehmer des Kurfürsten und damit Herren über Hohenferchesar war im 16. und 17. Jahrhundert die Familie von Platow. Im Jahre 1800 lebten in Hohenferchesar ein Lehnschulze, zehn Bauern, sieben Kossäten, drei Kätner, zwei Schiffer und zwei Zimmerleute. Daneben gab es eine Schmiede, eine Mühle und einen Krug. 1827  zerstörte ein Brand das gesamte Dorf und mit ihm die Kirche, die bis 1831 wieder aufgebaut werden konnte. In Hohenferchesar wurde im 19. Jahrhundert eine Ziegelei eröffnet. 1933 lebten im Dorf 386 Einwohner. Bis 1939 stieg die Zahl auf 410. Im Rahmen der Bodenreform wurden 1947 100 Hektar Land neu aufgeteilt beziehungsweise verteilt und 1955 die LPG „Freiheit“ gegründet.
Politisch gehörte Hohenferchesar seit 1815 zur damals neugegründeten preußischen Provinz Brandenburg. Ein Jahr später wurde der Landkreis Westhavelland gegründet, dem diese Orte angegliedert waren. Nach dem Zweiten Weltkrieg und der Gründung der DDR 1949 wurde Hohenferchesar mit allen heute zu Havelsee gehörenden Orts- und Gemeindeteilen 1952 dem Landkreis Brandenburg, der 1993 im Kreis Potsdam-Mittelmark aufging, und damit dem neuen Bezirk Potsdam, der bis 1990 bestand, zugeordnet. Im Vorfeld der für 2003 geplanten brandenburgischen Gemeindegebietsreform schlossen sich zum 1. Februar 2002 Hohenferchesar, die Stadt Pritzerbe und die Gemeinden Fohrde, Briest freiwillig zur Stadt Havelsee zusammen. Offizieller Termin der Stadtwerdung war der 1. Mai 2002. Havelsee ist Stadt, da das Stadtrecht von Pritzerbe auf die Neugründung überging. Am 1. Januar 2008 kam Marzahne als jüngster Ortsteil zu Havelsee.
| Jahr | Einwohner |
| ---- | --------- |
| 1875 | 386       |
| 1890 | 425       |
| 1910 | 408       |
| 1925 | 407       |
| 1933 | 386       |

| Jahr | Einwohner |
| ---- | --------- |
| 1939 | 410       |
| 1946 | 500       |
| 1950 | 566       |
| 1964 | 407       |
| 1971 | 366       |

| Jahr | Einwohner |
| ---- | --------- |
| 1981 | 348       |
| 1985 | 358       |
| 1989 | 323       |
| 1990 | 325       |
| 1991 | 317       |

| Jahr | Einwohner |
| ---- | --------- |
| 1992 | 321       |
| 1993 | 321       |
| 1994 | 318       |
| 1995 | 316       |
| 1996 | 310       |

| Jahr | Einwohner |
| ---- | --------- |
| 1997 | 322       |
| 1998 | 334       |
| 1999 | 341       |
| 2000 | 332       |
| 2001 | 349       |

## Sehenswürdigkeiten
Die Kirche Hohenferchesars wurde 1831 geweiht, nachdem der Vorgängerbau am 29. März 1827 vollständig niedergebrannt war. Es handelt sich um einen sehr schlichten Putzbau mit fensterlosem dreiseitigem Chor und einem quadratischen Westturm mit Pyramidenspitze. In der Kirche befindet sich ein mit Edelsteinen besetzter und reichlich verzierter vergoldeter Silberkelch aus dem 17. Jahrhundert. Gegenüber der Kirche steht das ebenfalls denkmalgeschützte alte Pfarrhaus.

## Personen, die mit Hohenferchesar verbunden sind
Lothar Paul Ernst Kreyssig, auch Kreyßig (* 30. Oktober 1898 in Flöha, Sachsen; † 5. Juli 1986 in Bergisch Gladbach), Jurist, Gegner der Euthanasie und u. a. Gründer der Aktion Sühnezeichen lebte mit Familie Jahrzehnte in Hohenferchesar. Auf dem Dorffriedhof befindet sich das Familiengrab.